# Étienne Raffort
Étienne Raffort né à Chalon-sur-Saône le 11 mai 1802 et mort à Gergy (Saône-et-Loire) le 14 septembre 1880 est un peintre français.

## Biographie
Étienne Raffort, comme paysagiste, a principalement réalisé des vues de Chalon-sur-Saône et de ses environs (Gergy, etc.). Il a également peint des scènes orientalistes comme La Corne d'Or d'Istanbul (1855, Chalon-sur-Saône, musée Denon) et des tableaux historiques et comme l’Entrée de Henri III à Venise en 1574 (1843, musée de Grenoble). Son style, romantique et pittoresque se montre déjà sensible aux effets de l'atmosphère.
Peu connu en dehors de Chalon, Raffort a été tiré de l'oubli en 1980 à l'occasion du centenaire de la mort du peintre, par une exposition au musée Denon de Chalon-sur-Saône, qui conserve des œuvres de cet artiste.

## Œuvres
- Chalon-sur-Saône, musée Denon :
  - Vue de Chalon-sur-Saône ;
  - La Corne d'Or d'Istanbul, 1855[3].
- Grenoble, musée de Grenoble : Entrée de Henri III à Venise en 1574, 1843, huile sur toile[4].